# Leonardo Pérez
Leonardo Marino Pérez Val (Montevideo, Uruguay, 11 de febrero de 1975) es un exfutbolista uruguayo.

## Reseña
Debutó en el Club Atlético Cerro donde se formó y jugó en las divisiones inferiores. Del año 1995 al 2000 defendió al primer equipo del Club Atlético Cerro. Su último equipo fue el A.S.D. Fanfulla de la Tercera División de Italia.

Leonardo Pérez (CA CERRO 1998)

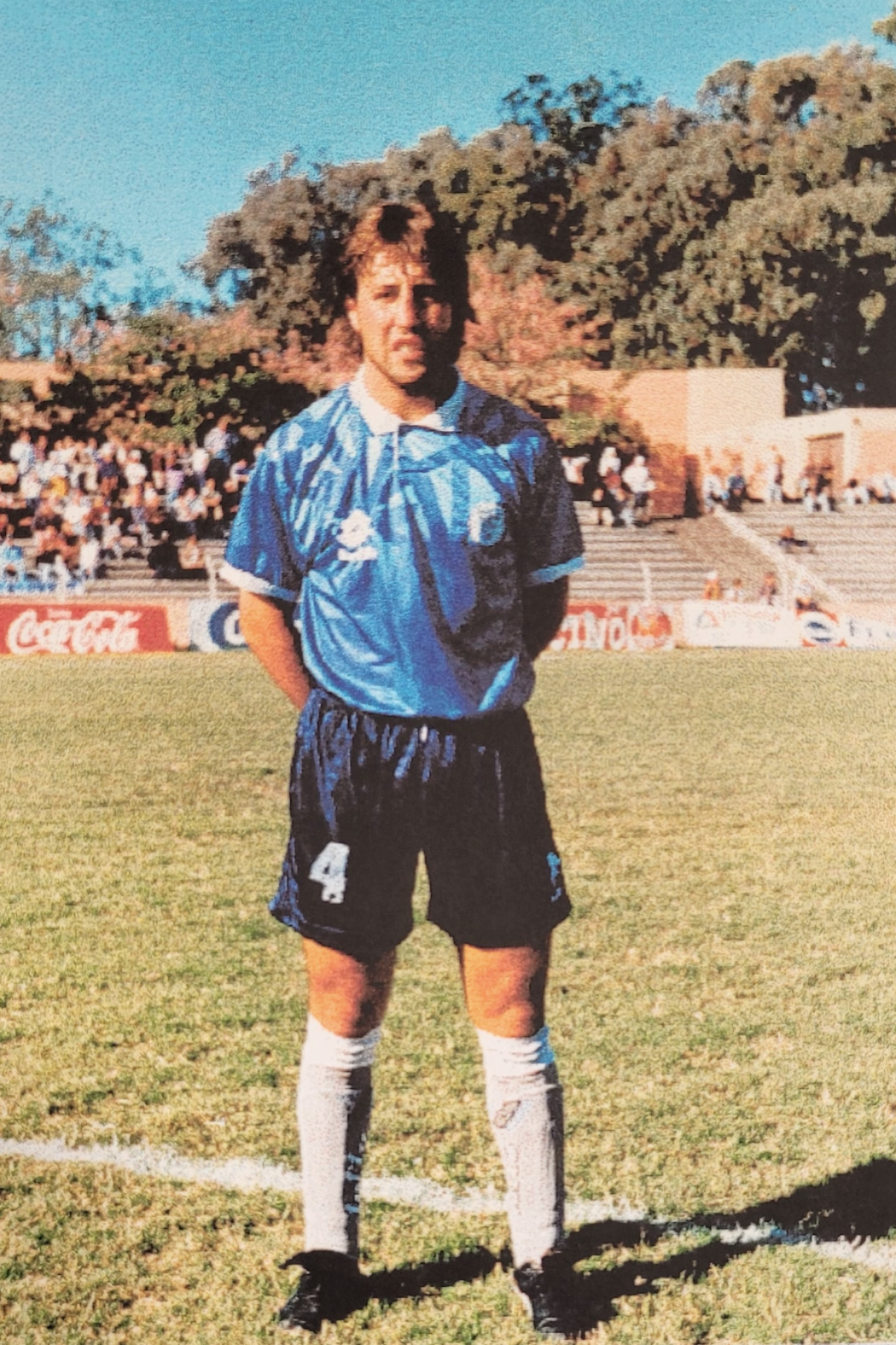

En el año 2002 continua su carrera en el fútbol en España, pero en categorías regionales, entre ellos Las Cadenas FC y Club Atlético Artilleros.

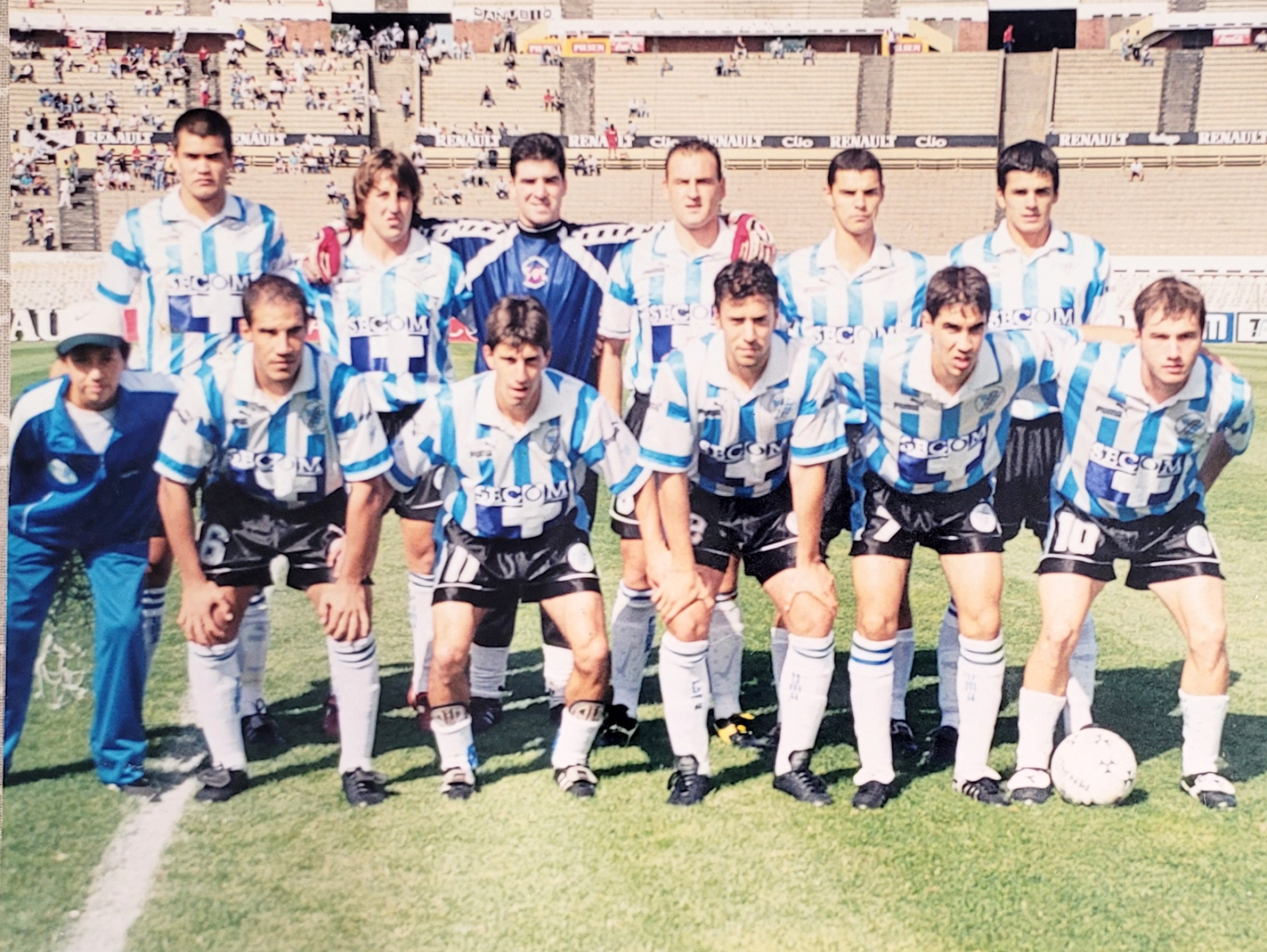
Plantilla CA Cerro 1998

En el año 2007 se adentra como CO Fundador del grupo Inmobiliario y Financiero REDPISO actualmente en Madrid, España.
- Datos: Q108791654